# Гі Молле
Гі Молле (фр. Guy Mollet; 31 грудня 1905 — 3 жовтня 1975) — один з провідних політичних діячів Франції 1940-х — 1960-х рр. Генеральний секретар СФІО у 1946—1969 рр. Прем'єр-міністр Франції у 1956—1957 рр.
Отримав педагогічну освіту. З 1923 р. член Соціалістичної партії Франції (СФІО). За часів Другої світової війни був одним з активних діячів руху Опору. У 1944 р. був секретарем комітету звільнення департаменту Па-де-Кале.

## Повоєнні роки
Після звільнення Франції від німецьких окупантів Гі Молле у 1945 р. став міським головою Аррасу. Того ж року він був обраний депутатом Установчих зборів, а у 1946 р. — Національних зборів Франції.
Висувається на провідне місце у Соціалістичній партії, очоливши її ліве крило, говорячи про свою прихильність до марксизму. Виступив проти проєкту генерального секретяря СФІО Даніеля Мейєра перетворити партію на соціал-демократичну за зразком Лейбористської партії Великої Британії, тобто об'єднати на платформі ревізіонізму соціалістів, профспілки та лівих католиків. У 1946 р. питання щодо реорганізації СФІО обговорювалось на першому післявоєнному з'їзді соціалістів, де проти лінії Мейєра на «відхід від марксизму» різко виступив Гі Молле. Більшість соціалістів підтримала Гі Молле, обравши його генеральним секретарем, відтак висловилась за те, щоб СФІО залишилась класовою партією. Хоча й за часів Гі Молле СФІО не відмовилась від теорії Леона Блюма про «здійснення влади». Це дозволило соціалістам в роки Четвертої республіки не лише брати участь у численних коаліційних урядах, але й неодноразово їх очолювати.
Вплив Гі Молле виявився у «Декларації принципів», що була прийнята СФІО у 1946 р. В цьому документі, який відтворював деякі марксистські положення, СФІО знову (як і в «Хартії єдності» 1905 р.) оголошувала себе «партією класової боротьби» та «партією головним чином революційною». Вона проголошувала свій намір ліквідувати капіталістичний режим, знищити класи, передати засоби виробництва і обміну у власність колективу, проте не містила питання щодо диктатури пролетаріату.. Незважаючи на формальне обрання Гі Молле генеральним секретарем, Соціалістичною партією керували й інші визначні її діячі, зокрема величезний вплив на політику та ідеологію зберігав Леон Блюм.
У складі урядів Трипартійної коаліції 1946—1947 рр. займав посаду державного міністра. Після розколу трипартійної коаліції у 1947 р. соціалісти з ініціативи своїх лідерів Леона Блюма та Гі Молле спільно з МРП та радикалами утворили коаліцію «третьої сили». Вона, за їх словами, повинна була боротись проти подвійної небезпеки: комуністів та голлістів.

## На чолі Соціалістичної партії
Після смерті у 1950 р. Леона Блюма Гі Молле стає дійсним керівником Соціалістичної партії. З 1951 по 1969 рр. він також був заступником голови Соціалістичного Інтернаціоналу.
Протягом першої половини 1950-х рр. Гі Молле займає низку важливих посад: державного міністра Франції (1950—1951 рр.), віце-прем'єр-міністра та міністра у справах Ради Європи в третьому уряді Анрі Кея (1951 р.), голови Консультативної асамблеї ЄОВС (1954—1956 рр.)
Молле був активним прихильником «європейської інтеграції» та підтримував проєкт Європейського оборонного співтовариства. Останнє питання ледь не викликало розкол у партії, оскільки половина депутатів її фракції були проти цього проєкту, частина з них були виключені з партії. Влітку 1955 р. XLVII з'їзд СФІО вкотре ухвалив рішення про недопустимість союзу з МРП та правоцентристської групою «незалежних». Було вирішено співпрацювати з радикалами, яких очолював П'єр Мендес-Франс. В той же час з'їзд відкинув можливість єдиного фронту з комуністами. Напередодні дострокових виборів 1955 р. соціалісти увійшли до складу лівоцентристського Республіканського фронту, що об'єднав також соціальних республіканців (частина колишніх голлістів) на чолі з Шабан-Дельмасом, радикалів Мендес-Франса та групу ЮДСР, лідером якої був Франсуа Міттеран.
Після виборів був сформований уряд Республіканського фронту на чолі з Гі Молле. Ним було проведено декілька соціальних реформ, що підвищили життєвий рівень населення. В сфері зовнішньої політики уряд висловився за покращення стосунків з СРСР, продовжив політику деколонізації (у 1956 р. була надана незалежність Тунісу і Марокко), активізував курс на євроінтеграцію та співробітництво з ФРН.
Вторгнення англо-французьких військових сил до Єгипту під час Суецької кризи 1956 р. викликало розкол серед соціалістів. Багато хто зі значних діячів СФІО (Д. Мейєр, А. Філіп тощо) засудили інтервенцію, за що їх було виключено зі складу партії. Невдовзі вони утворили невелику самостійну Автономну соціалістичну партію. Чисельність СФІО впала у 1957 р. до 100 тис. чол., з яких 51 % були чиновниками, 26 % — інтелігенцією та 10 % — робітниками.
Після заколоту у Алжирі та виступу де Голля з закликом надати йому широкі владні повноваження Гі Молле та його прихильники у СФІО почали з ним переговори. Гі Молле, що на той час займав посаду віце-прем'єр-міністра у складі уряду П'єра Пфлімлена, стверджував, що лише передача влади генералові зможе позбавити Францію громадянської війни. Разом з декількома однопартійцями увійшов до складу уряду де Голля, отримавши посаду державного міністра. Проте за програму уряду проголосувала лише половина фракції СФІО.

## В опозиції до де Голля
Висловлюючи протест проти соціально-економічної політики першого уряду П'ятої республіки Дебре, Гі Молле оголосив про вихід з коаліції та перехід СФІО до конструктивної опозиції.
Співпрацюючи головним чином з радикалами, соціалісти у 1962 р. об'єднались також із МРП та незалежними у Картель «ні». Головною метою картелю було недопущення прийняття поправок до Конституції, що посилювали б владу Президента. Проте на всенародному референдумі зміни були схвалені. Картель «ні» також зазнав поразки на парламентських виборах того ж року, хоча соціалісти, на відміну від своїх партнерів, зберегли майже всі депутатські мандати.
Після референдуму та виборів Гі Молле почав висловлюватись за відновлення співпраці з комуністами. Влітку 1963 р. на LIV з'їзді Соціалістичної партії було оголошено, що ця сила не виключає можливості «застосування з метою захисту спільних з Комуністичною партією дій».
Інші представники соціалістів, найзначнішою фігурою серед яких був мер Марселя Гастон Деффер, пропонували відродити союз СФІО, МРП та радикалів. Його проєкт викликав незадоволення в Гі Молле, якого непокоїла можливість розчинення Соціалістичної партії у складі широкої коаліції. З іншого боку, МРП вимагала, щоб зі статуту коаліції було прибрано згадки щодо «світської школи» та «соціалізму», що було неприйнятно для соціалістів. Переговори зайшли у глухий кут, внаслідок чого було вирішено об'єднати зусилля із радикалами та Конвентом республіканських інститутів. Гі Молле доклав значних зусиль для консолідації лівих сил. Внаслідок цього, 9 вересня 1965 р. була сформована Федерація демократичних та соціалістичних лівих сил (ФДСЛС), яка вирішила підтримати на наступних президентських виборах кандидатуру лідера Конвента Франсуа Міттерана.
Поразка травневих заворушень у Франції 1968 р. призвела до розпаду ФДСЛС. Це, а також різке падіння популярності лівоцентристських сил призвело до відставки Гі Молле з посади генерального секретаря СФІО в листопаді 1968 р.
З 1969 р. Гі Молле очолив Університетський центр соціалістичних досліджень у Франції.